# Saint-Avit, Puy-de-Dôme
Saint-Avit este o comună în departamentul Puy-de-Dôme, Franța. În 1 ianuarie 2022 avea o populație de 205 de locuitori.

## Personalități născute aici
- Georges Conchon (1925 - 1990), scriitor, scenarist.